# Eleuterio di Bisanzio
Eleuterio (in greco Ἐλευθέριος?; ... – 136) è stato un vescovo romano, titolare della diocesi di Bisanzio per sette anni dal 129 al 136, come successore di Diogene. Fu sepolto nella Chiesa di Argyroupolis.
L'episcopato di Eleuterio avvenne durante la persecuzione dei cristiani da parte dell'imperatore Adriano.